# Gábor Gyepes
Dans le nom hongrois Gyepes Gábor, le nom de famille précède le prénom, mais cet article utilise l’ordre habituel en français Gábor Gyepes, où le prénom précède le nom.
Gábor Gyepes est un footballeur hongrois né à Budapest en Hongrie le 26 juin 1981.

## Carrière en club
- 1999-2005 : Ferencváros ( Hongrie)
- 2005-2007 : Wolverhampton Wanderers ( Angleterre)
- 2008 : Northampton Town ( Angleterre)
- 2008-2012 : Cardiff City ( Pays de Galles)
- 2012-2013 : Portsmouth FC  ( Angleterre)

## Palmarès
Ferencváros
- Championnat de Hongrie : 2
  - Vainqueur 2001 et 2004.
- Coupe de Hongrie : 2
  - Vainqueur 2003 et 2004.
- Supercoupe de Hongrie : 1
  - Vainqueur 2004.

## Statistiques
| Saison      | Club                    | Pays                | Championnat        | Coupes nationales | Coupes continentales | Sélection Hongrie                           |
| ----------- | ----------------------- | ------------------- | ------------------ | ----------------- | -------------------- | ------------------------------------------- |
| 1999 - 2000 | Ferencváros             | Nemzeti Bajnokság I | -                  | -                 | -                    | -                                           |
| 2000 - 2001 | Ferencváros             | Nemzeti Bajnokság I | -                  | -                 | -                    | -                                           |
| 2001 - 2002 | Ferencváros             | Nemzeti Bajnokság I | -                  | -                 | -                    | 2 matchs amicaux                            |
| 2002 - 2003 | Ferencváros             | Nemzeti Bajnokság I | -                  | -                 | -                    | 2 matchs (ChE 2004) + 2 matchs amicaux      |
| 2003 - 2004 | Ferencváros             | Nemzeti Bajnokság I | -                  | -                 | -                    | 1 match amical                              |
| 2004 - 2005 | Ferencváros             | Nemzeti Bajnokság I | -                  | -                 | 3 matchs (C3)        | 4 matchs (élim. WC 2006) + 2 matchs amicaux |
| 2005 - 2006 | Wolverhampton Wanderers | Championship (D2)   | 20 matchs          | 4 matchs          | -                    | 3 matchs (élim. WC 2006)                    |
| 2006 - 2007 | Wolverhampton Wanderers | Championship (D2)   | -                  | -                 | -                    | -                                           |
| 2007 - 2008 | Wolverhampton Wanderers | Championship (D2)   | -                  | -                 | -                    | -                                           |
| 2007 - 2008 | Northampton Town        | League One (D3)     | 13 matchs          | -                 | -                    | -                                           |
| 2008 - 2009 | Northampton Town        | League One (D3)     | 2 matchs           | 1 match           | -                    | -                                           |
| 2008 - 2009 | Cardiff City            | Championship (D2)   | 27 matchs / 2 buts | 2 matchs          | -                    | -                                           |
| 2009 - 2010 | Cardiff City            | Championship (D2)   | 16 matchs / 1 but  | 4 matchs          | -                    | 3 matchs (Élim. WC 2010)                    |
| 2010 - 2011 | Cardiff City            | Championship (D2)   | 21 matchs / 1 but  | 2 matchs          | -                    | -                                           |
| 2011 - 2012 | Cardiff City            | Championship        | -                  | 2 matchs / 1 but  | -                    | -                                           |

Dernière mise à jour le 23 août 2011